# Oratorio di San Bartolomeo (Varazze)
L'oratorio di san Bartolomeo è un edificio religioso sito in piazza San Bartolomeo nel centro storico di Varazze, in provincia di Savona.
È sede dell'omonima Confraternita.

## Storia e descrizione
Fu eretto nel Seicento e presenta una navata unica con volta a botte a sesto ribassato. Sull'esterno si trova un piccolo campanile a cavaliere, mentre l'interno è impreziosito da diverse opere lignee e pittoriche risalenti al XVII e XVIII secolo tra i quali una cassa processionale raffigurante il martirio del santo - forse opera della scuola scultorea di Anton Maria Maragliano - e il polittico ritraente la Pietà, l'Annunciazione e santi di Teramo Piaggio, del 1535.

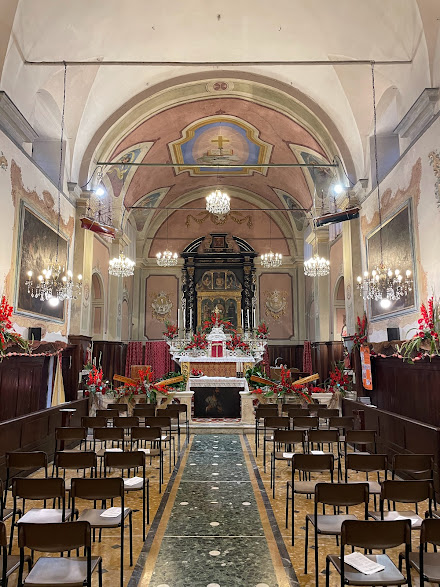
L'interno dell'oratorio